# Sanzō Nosaka
Sanzō Nosaka (野坂 参三, Nosaka Sanzō) (30 mars 1892 - 14 novembre 1993) est l'un des fondateurs du Parti communiste japonais. Il fut à différentes périodes de sa vie écrivain, éditorialiste, syndicaliste, agent communiste, politicien et professeur d'université.
Il est le fils d'un riche commerçant japonais et étudie à la prestigieuse université Keiō. Pendant ses études, il s'intéresse aux mouvements sociaux et rejoint un syndicat modéré après sa remise de diplôme, travaillant comme membre de l'équipe de recherche, et écrivain et éditorialiste du magazine de l'organisation. Il voyage au Royaume-Uni en 1919 pour étudier l'économie politique, en profite pour approfondir sa connaissance du marxisme et devient un communiste convaincu. Nosaka est l'un des membres fondateurs du Parti communiste britannique, mais ses activités dans les cercles britanniques le font expulser du pays en 1921.
Après son départ du Royaume-Uni, Nosaka voyage en Union soviétique. Il retourne au Japon en 1922 où il co-fonde le Parti communiste japonais. Nosaka devient syndicaliste mais est arrêté deux fois par le gouvernement japonais pour ses activités. Après avoir été libéré de prison une seconde fois, Nosaka retourne secrètement en URSS en 1931 où il devient un agent du Komintern. Il voyage sur la côte Ouest des États-Unis où il travaille comme espion communiste de 1934 à 1938.
Après son départ des États-Unis, Nosaka travaille en Chine de 1940 à 1945, soutenant le Parti communiste chinois en recrutant des soldats japonais capturés pour combattre pour les communistes chinois contre l'armée impériale japonaise, et en coordonnant un réseau d'espions opérant dans la partie chinoise occupée par le Japon. Après la reddition du Japon en 1945, Nosaka retourne dans son pays avec des centaines d'autres communistes japonais et dirige le Parti communiste japonais durant l'occupation américaine du Japon.
Nosaka tente de montrer le Parti communiste comme un parti populiste soutenant la transition pacifique du Japon vers le socialisme, mais sa stratégie est critiquée par le Parti et l'Union soviétique. Durant la guerre de Corée, le Parti approuve temporairement la violence, et Nosaka disparaît de la vie publique pour vivre clandestinement. Il réapparaît pour de nouveau prendre la tête du Parti en 1955 et tente de perturber la signature du traité de coopération mutuelle et de sécurité entre les États-Unis et le Japon en organisant des manifestations publiques, mais il soutient généralement le rôle pacifique du Parti. En 1958, Nosaka devient président du Parti et le reste jusqu'à son retrait à l'âge de 90 ans après sa nomination comme président d'honneur. Nosaka rejoint la faculté de l'université Keiō, et est globalement idolâtré parmi les intellectuels de gauche jusque dans ses dernières années, avant que la chute de l'Union soviétique ne mette au jour tous les aspects controversés de sa relation avec le régime communiste de Joseph Staline.

## Biographie

### Jeunesse et formation
Sanzō Nosaka est le fils d'un prospère commerçant japonais et grandit dans un environnement bourgeois. Jeune, Nosaka est remarqué pour son bon goût vestimentaire et son gros chien qui l'accompagne souvent en public. Il est calme, studieux, introverti, et plus à l'aise à la bibliothèque qu'en public. Après le lycée, Nosaka entre à l'université Keiō qui est alors considéré comme une « école pour garçons riches ». À Keio, Nosaka commence à s'intéresser au mouvement syndicaliste international, un intérêt qui est grandement encouragé par l'un de ses professeurs, Kiichi Horie. Nosaka décide d'écrire sa thèse sur l'organisation syndicaliste modérée fondée par Bunji Suzuki, la Yuaikai (« Société de l'amitié »). Lors de ses recherches pour sa thèse, Nosaka contacte le siège de la Yuaikai et rencontre en personne ses dirigeants : Suzuki croit d'abord que Nosaka est un vendeur de journaux quand il le rencontre pour la première fois. Quand Nosaka sort diplômé de Keio en 1915, il rejoint la Yuaikai et travaille comme membre d'une équipe de recherche et éditorialiste pour le journal de l'organisation, le Rodo Oyobi Sangyo (« Travail et industrie »).
Nosaka commence à s'intéresser au communisme après la révolution bolchevique de 1917. Le grand volume de littérature gauchiste occidentale qui entre alors au Japon a une importante influence sur la modification de l'orientation politique de Nosaka. Les premiers textes occidentaux sur la théorie de révolution sociale disponibles au Japon sont principalement anarchistes, mais Nosaka apprécie également le roman utopique d'Edward Bellamy, Cent ans après ou l'An 2000. En 1918-1919, Nosaka lit le Manifeste du Parti communiste en version anglaise apporté au Japon par son ami Shinzo Koizumi. Après cette lecture, il embrasse les théories marxistes.
Nosaka annonce son intention d'aller étudier les théories sociales dans le Rodo Oyobi Sangyo de novembre 1918. Il part du port de Kobe le 7 juillet 1919 et arrive à Londres le 27 août pour étudier l'économie politique à l'université de Londres. Comme beaucoup d'autres intellectuels britanniques de l'époque, Nosaka approfondi ses études du marxisme et devient un communiste convaincu à l'université. Il commence à fréquenter les cercles communistes de Londres, se rapproche de chefs syndicalistes, et assiste au congrès syndicaliste de Glasgow du 8 au 13 septembre 1919 en tant que correspondant du Rodo Oyobi Sangyo. Il est un membre fondateur du Parti communiste britannique en 1920 et assiste à la première session du Parti comme représentant de Londres. Ses activités au sein du Parti communiste attirent l'attention de Scotland Yard et Nosaka est expulsé de Grande-Bretagne en 1921. Après son départ, il voyage en Europe jusqu'à la nouvelle Union soviétique. En Russie, avec l'aide de contacts dans la hiérarchie communiste, Nosaka gagne de l'influence dans le Parti communiste. Il est suspecté d'être un agent britannique ou japonais mais, grâce à ses contacts haut-placés parmi les dirigeants finlandais et russes, il n'est jamais victime d'épuration politique.
Après avoir assisté à la conférence des peuples orientaux de l'Union soviétique, Nosaka retourne au Japon en 1922 et participe à la création du Parti communiste japonais la même année. Il reste discret sur sa relation avec le Parti communiste après son expérience britannique, et garde secret son adhésion à Bunji Suzuki et d'autres chefs syndicalistes modérés. Après son retour, il travaille comme syndicaliste et éditorialiste au journal officiel du Parti, le Musansha Shimbun.
En raison de ses activités au sein du Parti communiste (qui est illégal au Japon), Nosaka, comme de nombreux autres communistes, est arrêté (deux fois dans son cas), interrogé, et torturé par la police secrète japonaise, la Kenpeitai, mais il est libéré à chaque fois peu de temps après. Nosaka est arrêté une première fois en 1923 et relâché moins d'un an plus tard. Il participe ensuite au mouvement syndicaliste japonais. En mars 1928, la police japonaise lance une campagne de harcèlement et de suppression du Parti communiste à la suite de l'incident du 15 mai. Après sa seconde arrestation en 1929, Nosaka passe deux ans en prison. Il est libéré en 1931 pour raisons de santé. Les courtes durées d'incarcération de Nosaka éveillent des suspicions parmi les autres communistes japonais qui pensent qu'il a donné d'importantes informations à la police, mais ces soupçons ne sont jamais prouvés.

### Agent du Komintern
Après sa libération, Nosaka retourne secrètement en Union soviétique et arrive à Moscou en mars 1931. Il y travaille comme représentant du Parti communiste japonais et devient membre de l'exécutif du Komintern. Il participe à la rédaction de la « Thèse de 1932 » qui sera le document guide du Parti communiste japonais jusqu'en 1946. La plupart de ses collègues japonais, qui ne peuvent partir à l'étranger, sont par la suite arrêtés par la Kenpeitai en été 1932,.
L'un des amis de Nosaka, Kenzo Yamamoto, est un légendaire communiste qui s'est installé en Union soviétique avec sa femme, Matsu, en 1928. Yamamoto a la réputation d'être un grand coureur de jupons et des rumeurs disent qu'il a une relation avec la femme de Nosaka, Ryu. Nosaka écrit une lettre confidentielle au KGB (datée du 22 février 1939) indiquant qu'il pense que Yamamoto et sa femme sont des espions japonais au service de la Kenpeitai. Sur l'ordre de Staline, Yamamoto et Matsu sont arrêtés pour espionnage. Un peloton d'exécution fusille Yamamoto, et Matsu meurt au goulag. Ils seront officiellement réhabilités à titre posthume par Nikita Khrouchtchev le 23 mai 1956 car il n'existe aucune preuve qu'ils étaient vraiment des espions. Dans son autobiographie, Nosaka écrira qu'il avait essayé de sauver la vie de Yamamoto.
En 1934, Nosaka se rend secrètement sur la côte Ouest des États-Unis où il devient espion pour le département international de liaison (en) du Komintern contre le gouvernement de l'empire du Japon. Les activités de Nosaka comprennent des transferts d'informations aux communistes actifs au Japon, des infiltrations et prises de contacts avec les communistes japonais actifs aux États-Unis, et l'établissement de plusieurs organisations communistes de façade à Seattle, Los Angeles, et dans d'autres villes de la côte Ouest. Nosaka travaille pour ramener des fonds au Komintern pour ses activités, et tente de faire venir secrètement d'autres communistes japonais en Amérique. Il envisage de recruter des agents américains et japonais pour les envoyer à Yokohama établir une cellule qui opérerait comme organisation communiste de façade. Comme les archives de cette période sont incomplètes, les historiens ne peuvent mesurer avec exactitude l'ampleur des efforts de Nosaka en Amérique. Il travaille comme agent du Komintern jusqu'en 1938 avant de retourner à Moscou. En 1940, le Komintern lui donne l'ordre d'aller aider les forces communistes en Chine.

### Activités en Chine

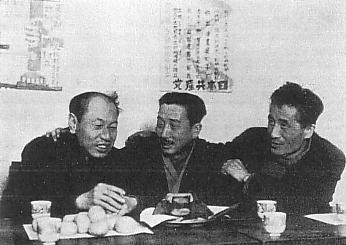
Kyūichi Tokuda, Nosaka et Yoshio Shiga (vers 1945-46).

De mars 1940 à fin 1945, durant la seconde guerre sino-japonaise, Nosaka réside à la base de l'armée rouge chinoise à Yan'an dans la province du Shaanxi d'où il dirige la ligue d'émancipation du peuple japonais. Cette organisation vise à « rééduquer » les nombreux prisonniers de guerre japonais et à les enrôler dans la cause des communistes chinois. Les troupes japonaises capturées par les communistes sont ensuite utilisées dans divers rôles civils et militaires, et ont une grande valeur en raison de leur expertise technique qui est généralement supérieure à celle des soldats chinois. Les troupes japonaises « rééduquées » sont déterminantes dans plusieurs victoires communistes après la Seconde Guerre mondiale, comme lors de la campagne de Pingjin (en) pendant laquelle la plupart des artilleurs des communistes sont des Japonais. De manière générale, les méthodes de « rééducation » conseillées et employées par Nosaka sont grandement efficaces.
Initialement, l’armée rouge est une pure force de guérilla qui ne dispose pas d'installations pour loger ses prisonniers. La politique de l'armée de la 8e route, la principale force communiste durant la guerre, est d'interroger les prisonniers avant de les relâcher. Mais après des rapports indiquant que les Japonais punissent les prisonniers après leur retour, la politique de l'armée rouge a graduellement changé pour garder les prisonniers, et les communistes commencent à mettre en place cette politique lorsque Nosaka arrive à Yan'an. Pendant la guerre, l'armée japonaise apprend à ses officiers et ses simples soldats à mourir plutôt que de se rendre. Les soldats blessés sont cependant facilement capturés et forment l'essentiel des prisonniers japonais. Ceux-ci pensent qu'ils seront tués mais sont au contraire nourris et vêtus et commencent à échanger avec leurs geôliers.
Outre le régime d'endoctrinement psychologique de Nosaka, il y a d'autres raisons qui fait que les prisonniers japonais choisissent de rejoindre les communistes chinois. Ceux-ci prennent soin de développer des rapports avec leurs prisonniers en les traitant bien. Les soldats japonais capturés sont souvent choqués en apprenant les terribles drames que la guerre inflige au peuple chinois, ce qu'ils ignorent avant. Vers la fin de la guerre, la probabilité de la défaite crée de l'inquiétude dans l'armée japonaise. En raison de la politique de l'armée japonaise de ne jamais se rendre, les soldats japonais ne reçoivent pas de leçons pour savoir comment se comporter s'ils sont capturés : de retour dans leur armée, beaucoup subissent le déshonneur, les punitions, et les privations alimentaires. Beaucoup de soldats japonais se suicident après leur capture, mais ceux qui choisissent de vivre se prennent généralement de sympathie pour les Chinois. L'armée japonaise est au courant de l'existence des soldats japonais communistes de Nosaka, et craint que le phénomène prenne plus de proportion que la menace réelle. Koji Ariyoshi (en), un Américain qui rencontre Nosaka à Yan'an écrit que celui-ci est le « citoyen qui contribue sans nul doute le plus à la guerre contre le militarisme japonais ». L'armée japonaise tente d'utiliser de nombreux espions et assassins pour éliminer Nosaka (qui se fait appeler Okano Susumu pendant la guerre), mais sans succès. Nosaka maintient un réseau d'espions dans la zone chinoise occupée par les Japonais qu'il utilise pour récolter des informations sur les actualités sur l'empire du Japon et la guerre. De 1940 à 1943, la présence de Nosaka en Chine est gardée secrète. Il utilise le nom chinois Lin Zhe,.
Les « prisonniers convertis » japonais de Nosaka combattent librement pour les communistes chinois une fois leur « rééducation » terminée. À Yan'an, les Japonais vivent normalement sans gardes, possèdent un magasin coopératif, et impriment leurs propres bulletins et propagande. Des officiers américains en visite utilisent les soldats japonais de Nosaka pour améliorer leurs propres méthodes de guerre psychologiques anti-japonaise. Peu après la reddition japonaise de 1945, Nosaka commence à marcher avec environ 200 autres communistes japonais vers le Nord de la Chine. Ils arrivent sur la côte après avoir récupéré des centaines d'autres Japonais sur leur route. Ils demandent leur rapatriement immédiat aux premiers Américains qu'ils rencontrent et déclarent leur intention de rentrer travailler « pour la démocratisation du Japon et l'établissement de la paix en Extrême-Orient ». Bien qu'il n'y ait pas de rapports sur le nombre exact de Japonais « rééduqués » par Nosaka qui choisissent de rester en Chine dans la zone communiste après 1945, il est estimé que « leur nombre est sans doute considérable ».
La contribution de Nosaka à la victoire de l'armée rouge n'est pas oubliée par les dirigeants avec qui il a travaillé en Chine. En 1965, pour le 20e anniversaire de la défaite du Japon, Nosaka est publiquement remercié par le plus gradé des généraux chinois de l'époque, Lin Biao.
En mai 1943, Nosaka est le représentant du Parti communiste japonais lors de la dissolution du Komintern. En 1944, Nosaka donne son analyse de l'état du Japon dans les journaux occidentaux, en parlant de la chute de Hideki Tojo, du nouveau gouvernement japonais, des pénuries alimentaires, et des révoltes paysannes. Il prévient que le nouveau gouvernement n'est pas un gouvernement Badoglio et que « son seul but est de combattre la guerre autant que possible, de rallier le peuple autour de slogans pour la défense nationale, et d'essayer de trouver une issue à une situation difficile ». Il appelle à la défaite du militarisme japonais,,,,.
DeWitt Mackenzie, un analyste des affaires étrangères, rapporte un télégramme de Cordell Hull à l'ambassade américaine de Chongqing dans lequel il surnomme Nosaka le « Tito du Japon ».
Durant la guerre, Nosaka propose le projet APPLE, un plan pour former et envoyer des agents secrets communistes en Mandchourie, en Corée et au Japon. D'après ce plan, la guérilla communiste reçoit des explosifs américains pour cibler les terrains d'aviation et de communication et les blockhaus japonais, et les prisonniers japonais réformés sont envoyés pour des missions d'espionnage par tous les moyens à Tokyo. Selon Lynne Joiner, le succès du plan dépend de la coopération de Nosaka. Pour 400 000$, il accepte de travailler sur des opérations d'infiltration du territoire japonais. Le plan est dirigé par le chef de l'OSS à Kunming. Cependant, la structure de commandement de la mission Dixie et les éventuelles difficultés politiques empêchent l'OSS de mettre efficacement le plan en application.
Selon Yonago Nosaka, la fille adoptive de Sanzō Nosaka, le temps passé par celui-ci à Yan'an est l'expérience la plus importante de sa vie.

### Carrière politique japonaise

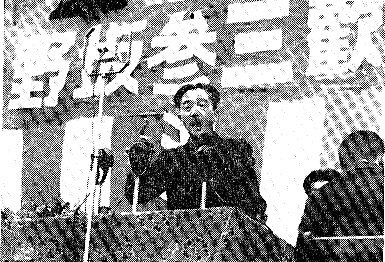
Sanzo Nosaka discourant devant la foule le 26 janvier 1946.

Après la Seconde Guerre mondiale, le retour de Nosaka est facilité par Egerton Herbert Norman (en), le représentant canadien dans le commandement suprême des forces alliées, qui est également un espion soviétique. Avant de rentrer au Japon, Nosaka obtient l'approbation de Staline de prendre la tête du Parti communiste japonais. Le retour de Nosaka est aussi facilité par le diplomate américain John S. Service (en) qui est connu pour ses sympathies pour les communistes chinois. Nosaka conseille également à Staline de conserver la position de l'empereur japonais mais de remplacer l'empereur Hirohito par le prince héritier Akihito si les communistes gagnent le contrôle du Japon. En août 1945, Sanzo Nosaka, sous le nom de Susumu Okano, propose d'abolir le rôle politique de l'empereur mais qu'il « faut prendre des précautions dans la définition du second rôle joué par l'empereur » que Nosaka désigne comme la personnification du Dieu japonais sur Terre. Il dit également que « nous ne voulons pas d'un Japon d'après-guerre avec l'empereur. Mais si une majorité de personne insiste pour le conserver dans sa fonction, nous ferons des concessions. Nous proposons donc d'organiser un référendum après la guerre sur la question de détrôner ou de conserver l'empereur ».
Nosaka retourne au Japon en janvier 1946 et reçoit un accueil de héros par le Parti communiste japonais. Massey Stanley, correspondant du Courier-Mail, explique que Nosaka est salué comme l'homme japonais de l'année. Il est rapporté qu'à un rassemblement dans un restaurant, 500 intellectuels de tous partis politiques ont acclamé Nosaka quand il est arrivé pour parler. Il retourne en Chine en tant que protégé de Mao Zedong et apprécie sa reconnaissance d'« ambassadeur errant » des communistes japonais. Après son retour au Japon, Nosaka s'attelle à l’organisation des communistes japonais. Aux élections législatives japonaises de 1946, lui et quatre autres membres du Parti communiste sont élus à la Diète, et le Parti reçoit 4 % des votes,. Le 15 septembre 1947, Nosaka envoie une lettre au colonel Donald M. Nugent où il exprime sa sincère gratitude pour tous ses efforts pour démocratiser la presse japonaise. Dans la même lettre, Nosaka note ses inquiétudes pour cette même presse, dont le journal communiste Shinbun Akahata, et demande à rencontrer Nugent.
Le Parti communiste japonais progresse dans les associations syndicales du pays et les parties socialistes, et aux élections législatives japonaises de 1949, le Parti remporte 10 % des votes. En mai 1950, peu de temps avant l'entrée des États-Unis dans la guerre de Corée avec le soutien des Nations unies, le Kominform critique les politiques gradualistes du Parti communiste japonais et lui demande de perturber activement l'occupation américaine. En février 1950, Sanzō Nosaka, avec Kiyuchi Tokuda, sont appelés devant les comités parlementaires par la Diète japonaise pour savoir s'ils conseillent aux Soviétiques de garder les prisonniers de guerre japonais en Russie jusqu'à leur complet endoctrinement au communisme. Cette action de la Diète se base sur une pétition envoyée au gouvernement et aux autorités alliées par un groupe d'anciens soldats japonais de retour de camps de prisonniers en Sibérie.
Dans les années 1950, les efforts de Nosaka s'opposent aux forces d'occupation américaines qui désirent supprimer les gauchistes. En 1949, une grève des chemins de fer dirigée par les communistes mène à plusieurs accidents ferroviaires appelés les « Trois grands mystères des chemins de fer japonais », et Sadanori Shimoyama, le président des chemins de fer nationaux japonais, est retrouvé mort démembré sur des rails à Tokyo. Cela et d'autres incidents « terroristes » sont très mal perçus par le public japonais, et le Parti communiste perd une bonne partie de son soutien populaire. Le commandant américain du Japon occupé, Douglas MacArthur, refuse d'interdire le Parti communiste mais considère ses dirigeants comme responsables, et en juin 1950, il éjecte Nosaka et les autres députés communistes élus en 1946. Après avoir perdu son siège à la Diète, Nosaka disparaît de la vie publique et est forcé de travailler clandestinement.
Après l'entrée de Nosaka dans la clandestinité, la CIA américaine signale qu'il est temporairement retourné en Chine. Sa stratégie de « révolution pacifique » est critiquée par le Kominform, et le Parti approuve temporairement la révolution violence jusqu'en 1952. Après avoir travaillé secrètement pendant plusieurs années, Nosaka réapparaît en 1955 en devenant le Premier secrétaire du Parti communiste japonais. Il est brièvement arrêté après qu'il a refait surface, mais est rapidement libéré. En 1958, il devient le président du comité central du Parti. Il joue un grand rôle dans l'organisation d'une série d'émeutes qui éclatent en mai-juin 1960 pour protester contre le traité de coopération mutuelle et de sécurité entre les États-Unis et le Japon. Ces manifestations forcent le président américain, Dwight Eisenhower, à annuler une visite au Japon, et oblige le Premier ministre Nobusuke Kishi à démissionner, mais échouent dans leur but initial de perturber sérieusement les relations entre les États-Unis et le Japon. Pour l'opinion publique japonaise, les manifestations sont perçues comme un embarras national, et le Parti communiste ne reçoit que 3 % des votes aux élections législatives japonaises de 1960. Le traité nippo-américain est la cible de critiques autant des ultra-droitistes que des ultra-gauchistes. Pour tenter d'empêcher la signature du traité, un étudiant ultra-droitiste nommé Otoya Yamaguchi monte sur scène et poignarde deux fois le chef du Parti social-démocrate, Inejirō Asanuma, à l'estomac avec un wakizashi, pendant que celui-ci donne un discours en soutien au traité. Après son arrestation, Yamaguchi déclare à la police qu'il espérait assassiner également Nosaka. En novembre 1963, ce-dernier survit à une tentative d'assassinat pendant un discours à Osaka. L'auteur des faits est un jeune homme de 22 ans nommé Masahiro Nakao, membre du groupe d'extrême-droite Dai Nippon Gokuku Dan. Armé d'un poignard, il avait sauté sur la plate-forme où Nosaka discourait mais avait été attrapé par des membres du Parti qui l'avaient remis à la police.
Nosaka tente de préserver la neutralité du Parti communiste japonais lors de la rupture sino-soviétique des années 1960, bien que la CIA signale que le parti de Nosaka est quelque peu plus favorable aux Chinois. Lors de son 70e anniversaire en 1962, Nosaka reçu d'extravagantes éloges de Pékin. Deng Xiaoping le remercie d'être un « combattant exceptionnel du peuple japonais et compagnon d'armes du peuple chinois ». Les Soviétiques envoient à Nosaka une froide confirmation de son statut au sein du Parti communiste japonais, puis une autre lettre pour réprimander le Parti de son absence de soutien aux positions soviétiques. Le Kominform critique en même temps les théories politiques de Nosaka qui préconisent une transition pacifique vers le communisme.
Après son retour dans la vie publique en 1955, Nosaka est élu à la chambre des conseillers, un siège qu'il conserve jusqu'en 1977. Il rejoint la faculté de l'université Keiō et devient l'un des plus influents intellectuels communistes dans les institutions académiques japonaises de son époque. Il reste président du Parti communiste japonais de 1958 à 1982 quand il prend le rôle de président d'honneur à l'âge de 90 ans.

### Scandale
Le 27 septembre 1992, deux journalistes du magazine Shukan Bunshun, Akira Kato et Shun'ichi Kobayashi, révèlent des preuves de l'implication de Nosaka dans la mort de Kenzo Yamamoto et sa femme. Lors d'un voyage à Moscou, Kobayashi et Kato ont réussi à acheter plusieurs documents du KGB qui sont restés secrets depuis l'ère stalinienne. Parmi ces documents se trouve la lettre que Nosaka avait écrit en 1939 pour dénoncer Yamamoto et sa femme.
Les révélations de l'implication de Nosaka choquent le Parti communiste japonais, déjà réduit à six sièges à la Diète après les élections de 1991. Le journal communiste Akahata envoie une équipe de journalistes à Moscou enquêter sur ces allégations, et ceux-ci confirment l'authenticité des documents.
Après la révélation publique des allégations contre Nosaka, celui-ci s’hospitalise de lui-même à l'hôpital de Yoyogi à Tokyo (une tactique habituelle des politiciens japonais face à un scandale). Quand une équipe d’enquêteurs du parti communiste japonais arrive pour lui rendre visite, Nosaka avoue que la lettre est bien de lui mais refuse d'en discuter. Le Parti ordonne à Nosaka d'être présent au rassemblement général du 27 décembre 1992. Après quelques délibérations, le Parti, que Nosaka a participé à fonder, vote son expulsion à l'unanimité. Le journal officiel du Parti rapporte que Nosaka, quand il lui a été demandé de répondre aux charges contre lui, a seulement déclaré « Je n'ai rien à dire ».
Un an après son expulsion du Parti, Sanzō Nosaka meurt chez lui à 101 ans. Hors du Parti, Nosaka reste en mémoire pour son attitude calme, ses bonnes manières, et son sens du style conservateur, « comme un gentleman britannique ».

## Legs
La série de documentaires chinois « Aujourd'hui dans l'histoire de la guerre anti-japonaise » a consacré un épisode à Sanzō Nosaka.
Sanzō Nosaka apparaît dans le spectacle nommé l'« Amitié internationale durant la guerre anti-japonaise » présenté par l'association populaire de Pékin pour l'amitié avec les pays étrangers. Le spectacle « montre 160 photos de 30 amis étrangers qui ont travaillé avec le peuple chinois et ont contribué à l'indépendance et la liberté de la Chine ».

## Famille
Yonago Nosaka est la fille adoptive de Sanzō Nosaka. Elle assiste au 60e anniversaire de la victoire de la guerre contre le fascisme et reçoit une médaille en tant que fille de Sanzō Nosaka.